# قطعنامه ۶۵۰ شورای امنیت
قطعنامه ۶۵۰ شورای امنیت سازمان ملل متحد که در تاریخ ۲۷ مارس ۱۹۹۰ تصویب شد، سندی بین‌المللی دربارهٔ آمریکای مرکزی است. این قطعنامه طی نشست ۲۹۱۳ام با ۱۵ رای موافق، ۰ مخالف و ۰ ممتنع تصویب شد.